# Deicide
Deicide (česky znamená zavraždění Boha) je americká death metalová kapela, založená v roce 1987. První dvě alba Deicide a Legion jsou podle SoundScan druhým a třetím nejprodávanějším deathmetalovým albem.

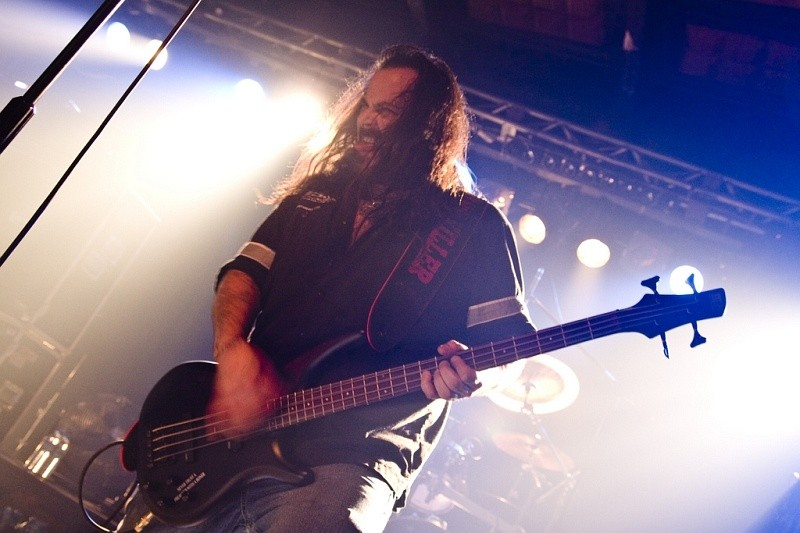
Glen Benton, 2009

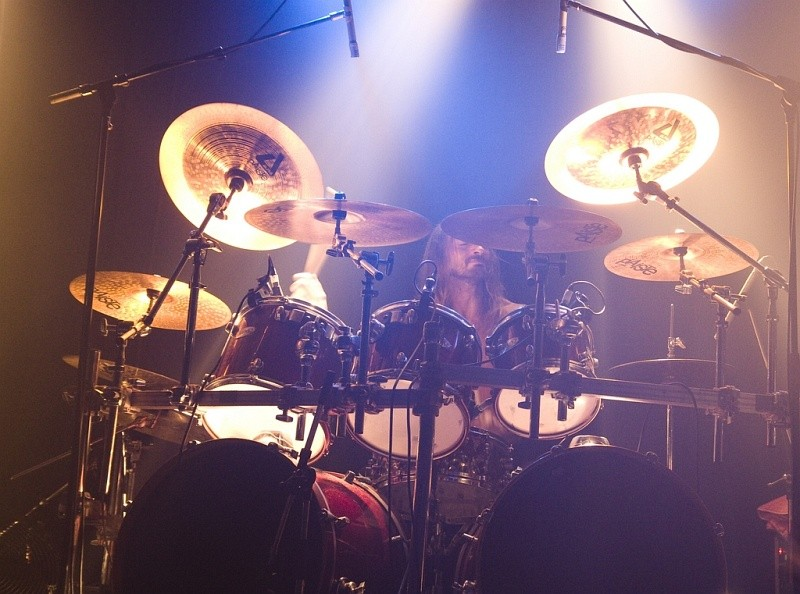
Steve Asheim, 2009

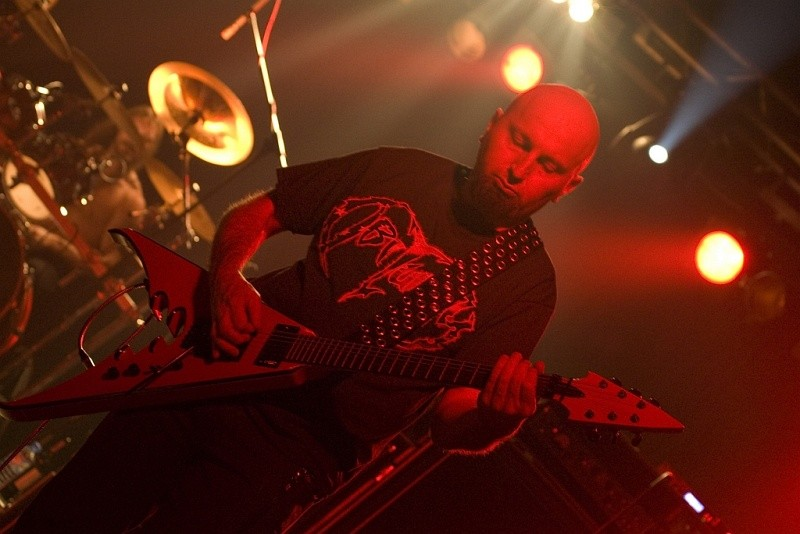
Jack Owen, 2009

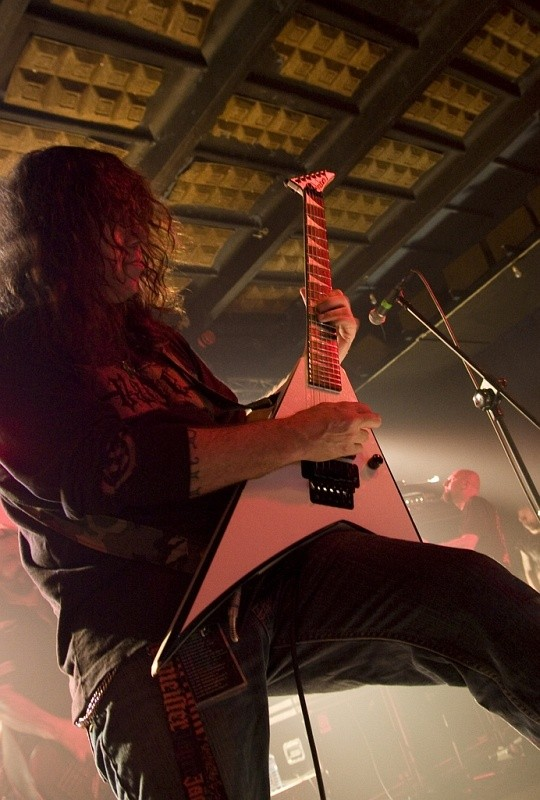
Ralph Santolla, 2009

## Historie

### Amon / Carnage (1987–1989)
Deicide vznikli v Tampě na Floridě 21. července 1987, když kytarista Brian Hoffman odpověděl na inzerát, který si podal Glen Benton v místním časopise. V té době je ovlivňovaly kapely jako Destruction, Sodom, Venom, Bathory, Possessed, Death a Slayer. Kapela se skládala z Bentona (basa/zpěv), Hoffmana, Hoffmanova bratra Eric (kytary) a Steva Asheima (bicí).
Během měsíce nahráli v Bentonově garáži velmi syrové první demo Feasting the Beast a začali příležitostně vystupovat. Roku 1989 ve studiu Morrisound nahráli Amon své druhé demo Sacrificial, producentem byl Scott Burns.
Po několika personálních změnách převzal Benton navíc roli zpěváka a kapela se přejmenovala na Carnage. Kytarista Phil Fasciana ze skupiny Malevolent Creation o vystoupení Carnage řekl: "Jsou jako tisíckrát intenzivnější Slayer."

### Deicide (1989–2004)
Benton údajně napadl v Roadrunner Records' A&R muže a dal mu demo Carnage se slovy: "Podepiš nás, ty zkurvenej sráči!" Následující den byl kontrakt odeslán kapele.[zdroj?]
Roku 1989 si kapela na doporučení Roadrunner Records změnila jméno na Deicide.

## Členové kapely
Současní členové
- Glen Benton - zpěv, basa (1987-)
- Steve Asheim - bicí, perkuse, příležitostně kytara (1987-)
- Jack Owen - kytara (2004-)

Dřívější členové
- Brian Hoffman - kytara (1987–2004)
- Eric Hoffman - kytara (1987–2004)
- Dave Suzuki - kytara (živá vystoupení, 2004–2005)
- Ralph Santolla - kytara (2005–2007, 2008, 2010)
- Kevin Quirion - kytara (2008–2009, 2009–2010)

## Diskografie
Studiová alba
- Deicide (1990)
- Legion (1992)
- Amon: Feasting the Beast (1993)
- Once Upon the Cross (1995)
- Serpents of the Light (1997)
- Insineratehymn (2000)
- In Torment, in Hell (2001)
- Scars of the Crucifix (2004)
- The Stench of Redemption (2006)
- Till Death Do Us Part (2008)
- To Hell With God (2011)
- In the Minds Of Evil (2013)
- Overtures Of Blasphemy (2018)
- Banished by Sin (2024)

Dema
- Feasting The Beast (1987 jako Amon)
- Sacrificial (1989 jako Amon)

Live alba
- When Satans Lives (1998)
- Doomsday L.A. (2007)

Kompilace
- Amon, Feasting the Beast (1993)
- The Best of Deicide (2003)

## DVD
- When London Burns (2006)
- Doomsday L.A. (2007)